# Mordercze kuleczki
Mordercze kuleczki (ang. Phantasm) – amerykański film grozy z 1979 roku w reżyserii Dona Coscarelliego. Prócz funkcji reżysera, Coscarelli jest także scenarzystą, montażystą oraz operatorem filmu. Film nominowano do Saturn Award jako najlepszy horror.  W całej serii w jednej z głównych ról pojawia się aktor Reggie Bannister.
Film doczekał się pięciu kolejnych sequeli. W Polsce, seria pierwotnie pojawiła się pod swoim oryginalnym tytułem czyli Phantasm, a pierwsza cześć była dystrybuowana jedynie w tłumaczeniu bazarowym. Legalnie ukazały się jedynie część druga (jako Phantasm: Mordercze Kuleczki) i trzecia (jako Phantasm: Powrót). Polski tytuł używany dzisiaj powstał od podtytułu drugiej części.

## Fabuła
Chłopak o imieniu Tommy zostaje zasztyletowany na cmentarzu Mornningside. Jego przyjaciele Jody i Reggie przybywają na pogrzeb, sądząc, że Tommy popełnił samobójstwo. Młodszy brat Jody'ego, Mike Pearson, który z ukrycia obserwuje ceremonię, zauważa, że tutejszy przedsiębiorca pogrzebowy, starszy wysoki mężczyzna zwany Wielkoludem (the Tall Man), bez problemu unosi samodzielnie ciężką trumnę Tommy'ego i wkłada ją z powrotem do karawanu, zamiast umieścić ją w grobie. Mike decyduje się skonsultować z lokalną przepowiadaczką przyszłości. Kobieta mówi mu, że prawdziwym zabójcą jest strach.
W miejscowym barze Jody’ego uwodzi Dama w Lawendzie, która prowadzi go na Morningside celem uprawiania seksu. Do stosunku nie dochodzi, ponieważ śledzący ich Mike ucieka w popłochu przed karłowatym stworzeniem. Jody uspokaja brata, że coś się mu zdawało, po czym wraca do kobiety tylko po to, by stwierdzić, że ta zniknęła. W cmentarnym mauzoleum Mike zostaje zaatakowany przez latającą srebrną kulę z ostrzami; ściga go też dozorca, który zostaje zabity przez kulę, dzięki czemu chłopakowi udaje się uciec. Przy wejściu do mauzoleum nieomal dopada go Wielkolud, któremu Mike odcina kilka palców, przytrzaskując je drzwiami. Zamiast krwi wycieka jednak żółta ciecz. Zabierając ze sobą jeden z palców, Mike ucieka. Widok samodzielnie poruszającego się palca przekonuje Jody'ego o prawdziwości słów brata. Wraz z Reggiem postanawiają stawić czoła Wielkoludowi i jego karłowatym pomocnikom.

## Obsada[5]
- Angus Scrimm – Wielkolud
  - Kathy Lester – Dama w Lawendzie
- A. Michael Baldwin – Mike Pearson
- Bill Thornbury – Jody Pearson
- Reggie Bannister – Reggie
- A. Michael Baldwin – Mike Pearson
- Bill Thornbury – Jody Pearson
- Mary Ellen Shaw – przepowiadaczka przyszłości
- Terrie Kalbus – wnuczka przepowiadaczki przyszłości
- Lynn Eastman – Sally
- Susan Harper – Sue
- Bill Cone – Tommy
- Kenneth V. Jones – dozorca

## Produkcja
Don Coscarelli podobno wymyślił pomysł na film pod wpływem sennego koszmaru, który śnił mu się, kiedy był nastolatkiem. We śnie ścigała go latająca chromowana kula. Po zobaczeniu reakcji publiczności na jump scares w swoim drugim filmie Kenny and Company (1976), Coscarelli postanowił, że jako następny projekt nakręci horror. Początkowo Mordercze kuleczki miały trwać ponad trzy godziny. Coscarelli, uznał jednak, że taka długość odstraszyłaby przeciętnego widza i film skrócił do 89 minut.

## Nagrody i nominacje
| Nagroda                         | Kategoria              | Nominowani                                      | Wynik     | Źródło |
| ------------------------------- | ---------------------- | ----------------------------------------------- | --------- | ------ |
| Saturn Award                    | Najlepszy horror       | Charles Wolcott, Edward H. Plumb, Paul J. Smith | Nominacja |        |
| Avoriaz Fantastic Film Festival | Nagroda specjalna Jury | Don Coscarelli                                  | Wygrana   | [ 8 ]  |